# Handschrift 146
Handschrift 146 is een Latijns verzamelhandschrift met teksten over kanoniek recht uit het eind van de 15e eeuw. In dit vrij late handschrift van redelijk hoog niveau zijn twee grote en één kleinere tekst van drie Italiaanse theologen/kanonisten (mensen die zich bezig hielden met het kerkelijk recht) samengevoegd. De teksten behoren allen tot de wat meer ‘populaire’ geschriften op het gebied van Romeins-kanonieke recht. De titel die op de originele boekband van het boek staat is ‘Summa Pisana’. Daarnaast zijn de decoraties (verluchtingen) in Utrechtse stijl.
Oorspronkelijk was het handschrift in bezit van de Paulusabdij, tegenwoordig wordt het in de Universiteitsbibliotheek Utrecht bewaard als Hs. 146. Het is te citeren als: Universiteitsbibliotheek Utrecht Hs. 146 (4 D 6).

## Beschrijving
Het verzamelhandschrift is geschreven in het Latijn op papier. Het bevat 393 bladen (folia) van 290 bij 210 mm. De teksten, geschreven in een gotische littera textualis (Italia; rotunda), zijn verdeeld in twee kolommen van 45 regels. In dit verzamelhandschrift zijn twee grote en één kleinere tekst van drie Italiaanse theologen-kanonisten verenigd. Het is duidelijk te zien dat de verschillende teksten apart van elkaar geschreven zijn en achteraf zijn samengebonden. Elk begin van een tekst valt namelijk samen met het begin van een nieuwe katern. Opvallend is dat er door twee verschillende handen een eigendomskenmerk is toegevoegd. Het verzamelhandschrift is dus door twee kopiisten geschreven. Om het boek zit een bruine kalfsleren band, gebonden over houten platten, uit dezelfde tijd als het manuscript. De band is blindgestempeld, met ruitpatroon van drie lijnen in een rechthoekig kader van drie lijnen. De platten zijn voorzien van vijf loden knoppen. Hiervan missen er op het achterplat drie. Op het voorplat bevindt zich het titelplaatje onder een hoornen venster met de titel ‘Summa pisana’. Om het boek te kunnen sluiten zijn er twee klampsluitingen aanwezig.

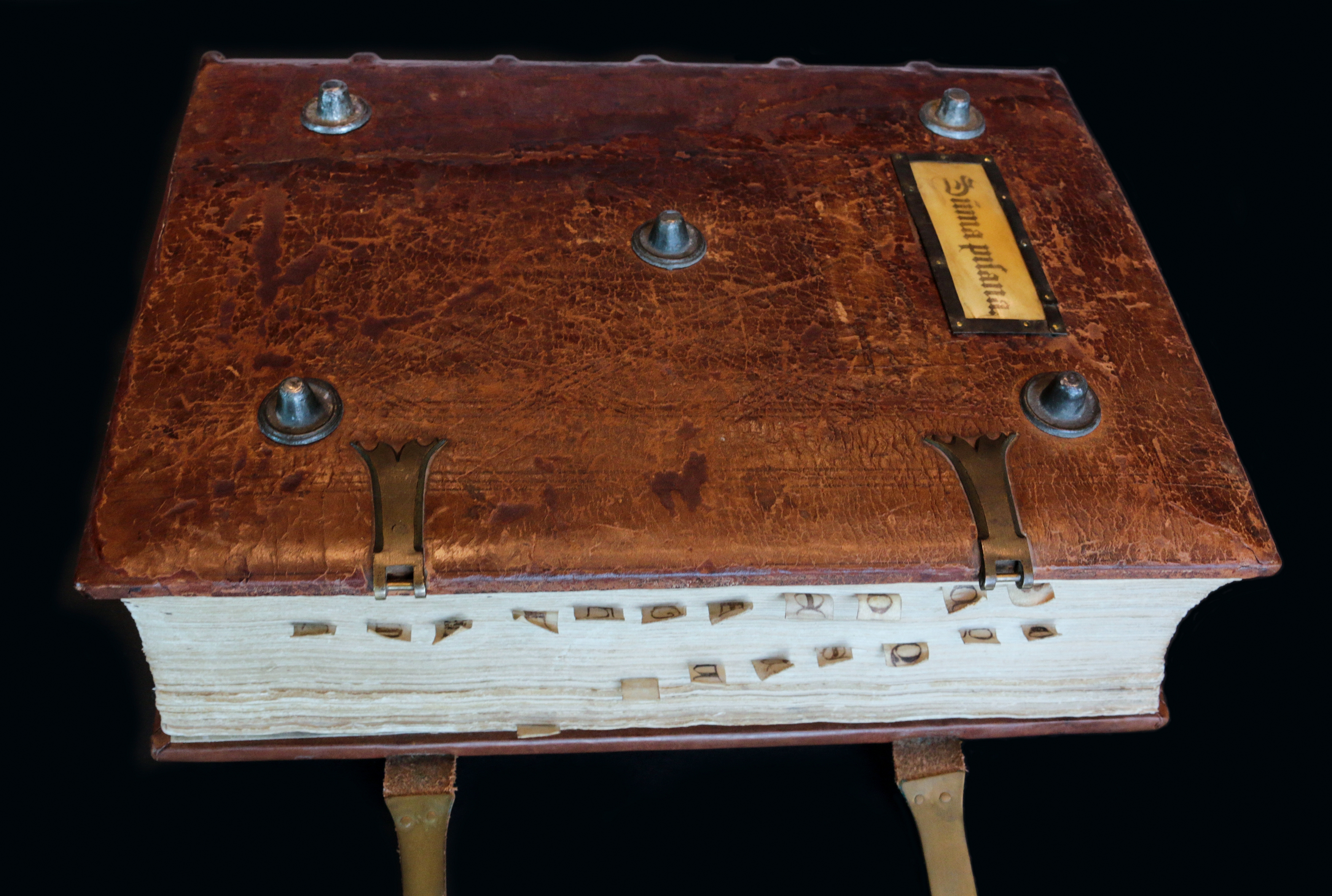
Boekband, loden knopen, titelplaatje met titel (Summa Pisana') en klampsluitingen te zien. Opvallend zijn de klavieren, hierop staan letters in alfabetische volgorde geschreven om duidelijk te maken dat op die plek een nieuwe lemma begint. De klavieren vergemakkelijken het gebruik.

### ‘Summa de casibus conscientiae'
De eerste tekst (fol.1r-318r) genaamd ‘Summa de casibus conscientiae' is geschreven door Bartholomaeus de Sancto Concordio (1262-1347). Deze tekst is een compendium (handboek met een samenvatting van kennis op een bepaald terrein) van het kerkelijk recht. Het werd gezien als hét handboek op het gebied van het heersende kerkrecht en alles wat samenhing met het uitoefenen van het priesterambt. Dit compendium is geschreven in 1338, als een voortzetting en vervanging van de verouderde ‘Summa Confessorum’ (1280-1298) van Johannes van Freiburg (…-1314). Het werk was een groot succes, dit was te danken aan meerdere punten:
- Zijn op de praktijk gerichte beknoptheid;
- De alfabetische ordening van de lemmata, het trefwoord waarop een begrip opgezocht kan worden. Dit vergemakkelijkte het raadplegen enorm. In dit verzamelhandschrift zijn klavieren (een soort bladwijzers) aanwezig op de plek van het begin van een nieuwe letter om het raadplegen zo ook van buitenaf te vergemakkelijken (Zie afbeelding 2);
- Het feit dat het de nieuwste veranderingen en aanpassingen in het kanunniken recht verwerkt had.

Deze punten leidde er toe dat dit meer dan een eeuw lang het belangrijkste handboek op kerkelijk juridisch gebied werd. Het was vooral belangrijk voor het sacrament van de biecht en de boete-praktijk. De priester moest bij absolutie (het vergeven van een zonde) namelijk een plaatsvervangend rechterlijk oordeel uitspreken. Zonder deze ‘Pisana’ of ‘Pisanella’, zoals het werk in de wandelgangen genoemd werd, stond de priester minder stevig in zijn schoenen. Daarnaast is te zien aan het aantal kopieën van de tekst, het was al 25 keer herschreven vóór het jaar 1500, dat het zich groot verspreidde.

### ‘Processus inter Jesum et Belial'
De tweede tekst (fol. 319r-382r) ‘Processus inter Jesum et Belial (Consolatio peccatorum sneu lis Christi et Belial ecoram Salomone iudica)’ is origineel geschreven in 1382 door kanonist — en bisschop van Florence (1401) en Spoleto (1410) — Jacobi de Theramo (1349-1417). Deze tekst is door een andere hand gekopieerd dan de eerste tekst. Het is een theologisch-didactisch werk met de scholastieke uiteenzetting. De tekst gaat over het feit dat Christus de macht van de duivel heeft overwonnen. Daardoor zijn de zondaren niet meer aan de eeuwige heerschappij van de duivel onderworpen. De demon Belial had dit proces bij God aangekaart, om de onrechtmatigheid van het handelen van Christus aan te tonen. Maar Belial’s klacht wordt afgewezen, aangezien op de dag des oordeels de goeden van de slechten gescheiden zullen worden, wat zal er voor zorgen dat de slechten in de hel zullen belanden.
De inhoud van deze tekst is dus meer theologisch dan juridisch gericht. Toch wordt de formele procesgang strak gevolgd. Door de keuze van deze vorm is het net als de eerste tekst een belangrijk juridisch leerboek geworden.

### ‘Tractatus de interdicto'
De derde tekst (fol. 385r-390r) is door dezelfde hand geschreven als de eerste tekst. Dit is een kleine tekst genaamd ‘Tractatus de interdicto', origineel geschreven door Johannis Andreae. Vrij vertaald betekent de titel ‘Akte van verbod’, dit is dus ook een juridisch werk. Johannis Andrae was dan ook een Italiaanse kerkrechtsgeleerde die een aantal zeer belangrijke samenvattingen en overzichten geschreven heeft.

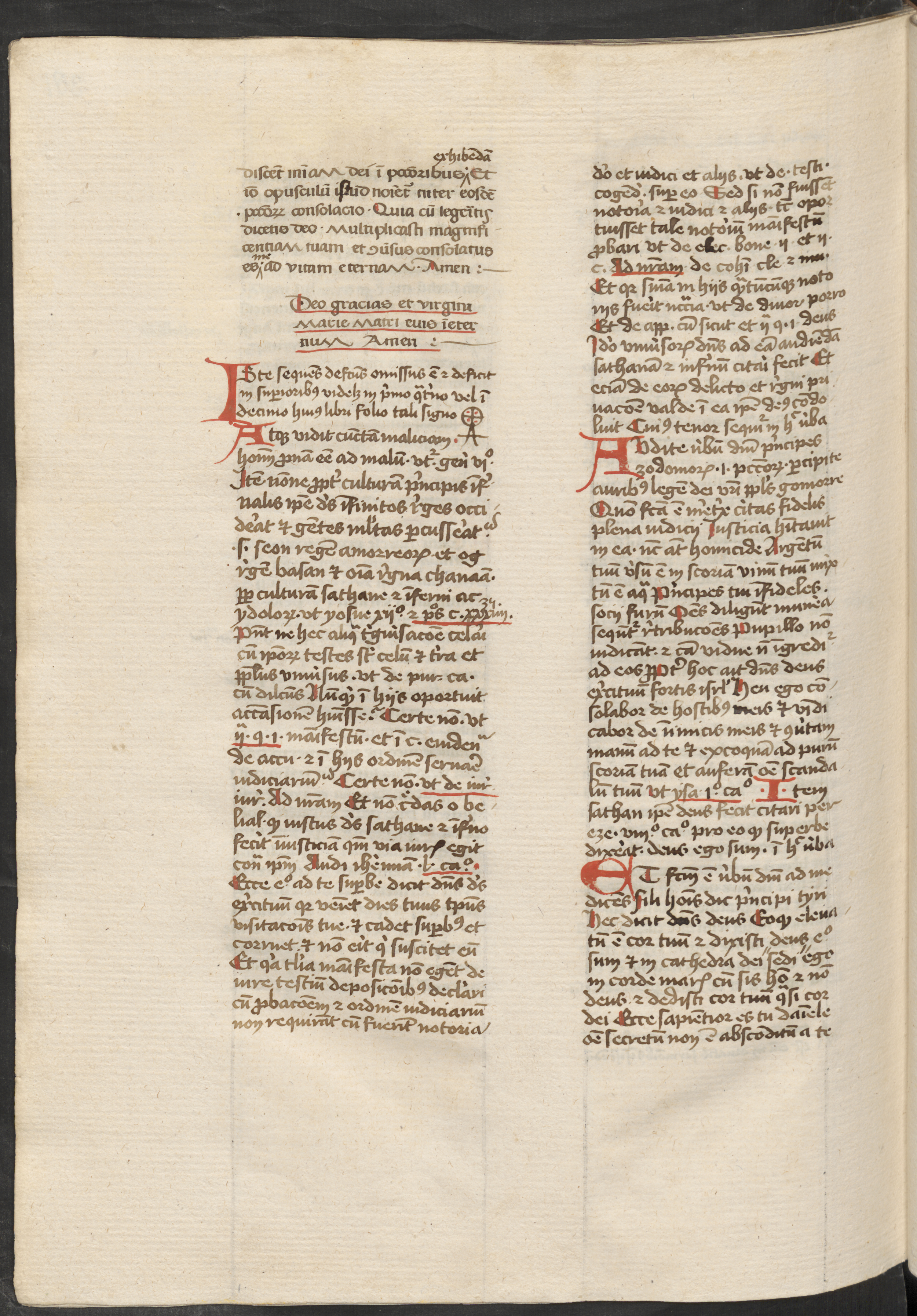
Folio 381v van de 'Processus inter Jesum et Belial. Bovenaan de bladzijde is het laatste stuk van het tweede handschrift zichtbaar. Daaronder is in een duidelijk verschillende hand een tekst bijgeschreven.

## Geschiedenis
Het verzamelhandschrift is rond 1470-1480 door twee kopiisten in Italië of Zuid-Frankrijk geschreven. Daarna zal het naar Utrecht verplaatst zijn, waar de verluchting is toegevoegd. Oorspronkelijk was het handschrift in bezit van het op een na oudste klooster van Nederland: de Paulusabdij (1050-1580) te Utrecht. Tegenwoordig wordt het in de Universiteitsbibliotheek Utrecht bewaard als Hs. 146. Het handschrift is gerestaureerd in 1980.

### Aantekeningen‘Processus inter Jesum et Belial’
In de marges van deze tweede tekst zijn in een andere, onbekende hand opmerkingen toegevoegd. Op Afbeelding 3 is het verschil in hand duidelijk herkenbaar. Deze aantekeningen ondersteunen de theorie dat de tekst als leerboek gebruikt werd. Een blad waar alleen aantekeningen, dus geen originele tekst, op staan is folio 382. Op dit blad is een watermerk in de vorm van een ossenkop te herkennen, deze is terug te vinden in de watermerk database Piccard. Het is een watermerk uit Culemborg en dateert uit 1463/1464.  Het gaat om een ander watermerk dan in de voorgaande bladen. In plaats van een ossenkop is op de overige folia van de tweede tekst een watermerk te zien dat lijkt op een wapenschild. Deze watermerken zijn te onduidelijk om te traceren. Folio 382 heeft dus een verschillend watermerk én is geschreven door een andere hand dan de andere folia, dit kan het idee opwekken dat dit blad is toegevoegd.

## Decoratie
In Bartholomaeus’ ‘Summa de casibus conscientiae’ beginnen alle 19 “letters” (dat wil zeggen bij de eerste lemma per letter, zie Afbeelding 1); de proloog en de twee tabellen (aan het begin en aan het eind) met een initiaal in rood en blauw met penwerk in complementaire kleuren (blauw en rood). De open ruimte in deze initialen zijn opgevuld met, in rood penwerk uitgevoerde, plant-motieven. De achtergrond hiervan is steeds opgevuld met groen. In vier van de initialen is een draakachtig wezen te zien (fol. 127r, 129v, 176r, 292r). Dit draakachtig wezen is typisch Utrechts, het wordt het Utrechtse draakje genoemd. Het Utrechtse draakje komt in verschillende stijlen voor, in dit handschrift zijn ze in de ‘Kroon-en-draak’-stijl. In deze stijl is de draak zo prominent aanwezig dat hij de naam van de stijl bepaald. In andere stijlen is dit niet het geval. Een voorbeeld van een andere stijl, de ‘Bulten-en-lange-lijnen’-stijl, is te zien in een handschrift met de Confessiones van de kerkvader Augustinus van Hippo (Hs. 41).
Aangezien de initialen dus in Utrechtse stijl zijn, zijn deze in dit geval dus later aangebracht. Dit zal pas gebeurd zijn toen het handschrift - nog zonder initialen - uit Italië of Zuid-Frankrijk in Utrecht beland was. De verluchters zelf zijn onbekend.
In de tweede (Processus inter Jesum et Belial) en derde (Tractatus de interdicto) tekst zijn geen expliciete versieringen te zien in de initialen. In de derde tekst is de variatie tussen rood en blauw penwerk wel aanwezig, terwijl de tweede tekst alleen initialen in rood penwerk bevat.